# Рукав реки
Рука́в — сформировавшееся отдельное русло реки со всеми свойственными речному руслу особенностями морфологического строения, обычно вновь впадающее в ту же реку ниже по течению.
Кроме рукавов, существуют следующие виды разветвлений рек:
- ответвления — длинные рукава, похожие на самостоятельные реки
- протоки — второстепенные рукава.

Ответвления часто образуются при пойменной многорукавности. Протоки — при русловой многорукавности.
Существует два основных способа образования рукавов:
- Вследствие отложения наносов в русле в виде осередка или острова,
- При спрямлении русла по пойме.

Реже протоки возникают как результат обхода потоком выступов на дне, сложенных неразмываемыми породами.
Рукав подразумевает существование других. Вследствие изменений в режиме реки речной поток разрабатывает то один, то другой рукав. В других случаях Р. становится главным руслом, тогда как последнее постепенно мелеет и превращается во второстепенный Р.
Многорукавное русло характерно для дельт.
Местные русские названия рукавов, которые имеют также местные физико-географические особенности:
- воложка (Волга),
- полой (Северная Двина),
- речище (Днепр),
- стародонье (Дон),
- гирло (Дунай и другие реки бассейна Чёрного моря).

В англоязычных странах речные рукава чаще всего именуют arm (например, North Arm, Middle Arm и South Arm в дельте реки Фрейзер) или channel (например, Annacis Channel и Annieville Channel с северной и южной стороны острова Annacis в этой же реке). В географической литературе также используется термин distributary. Австралийские географы иногда используют термин anabranch в значении «рукав, который ответвляется от главного русла реки, а ниже по течению (хотя бы в дождливые годы) опять сливается с ним».